# Chesias angeri
Chesias angeri is een vlinder uit de familie spanners (Geometridae). De wetenschappelijke naam is voor het eerst geldig gepubliceerd in 1919 door Schawerda.
De soort komt voor in Europa.